# Dicaelotus rufoniger
Dicaelotus rufoniger är en stekelart som beskrevs av Berthoumieu 1897. Dicaelotus rufoniger ingår i släktet Dicaelotus och familjen brokparasitsteklar. Arten är reproducerande i Sverige. Inga underarter finns listade i Catalogue of Life.